# Жуки (фільм)
«Жуки» (англ. They Crawl) — американський фільм жахів з елементами фантастики 2001 року.

## Сюжет
Тед Гейдж повертається з військової служби додому і розуміє, що в домі проблеми. Молодший брат, прізвисько якого Пуголовок, через розумові здібності віддалився від родини і займається секретними справами. Тед призначає йому зустріч, щоб про все довідатися, але Пуголовок гине від вибуху. За розслідування справи паралельно беруться Тед та детектив Джинна О'Беннон. Їй вдається виявити зв'язок між загибеллю Пуголовка, вбивством водія автобуса та діяльністю секти «Триліан», очолюваної могутнім Лазарем. А тим часом жуки, що підкоряються Лазарю, продовжують убивати все нових і нових людей. Тед та детектив Джина мають їх зупинити.

## Актори
- Деніел Косгров — Тед
- Тамара Дейвіс — детектив Джина О'Беннон
- Деніс Бутсікаріс — професор Юрген
- Кен Ларнер — коронер Глен
- Міккі Рурк